# انریکه گیتارت
انریکه گیتارت (اسپانیایی: Enrique Guitart‎؛ ۱ مه ۱۹۰۹ – ۲۹ نوامبر ۱۹۹۹) یک هنرپیشه اهل اسپانیا بود.

## بخشی از فیلم‌شناسی
- رومئو و ژولیت (فیلم ۱۹۴۰) (۱۹۴۰)